# Olho vermelho

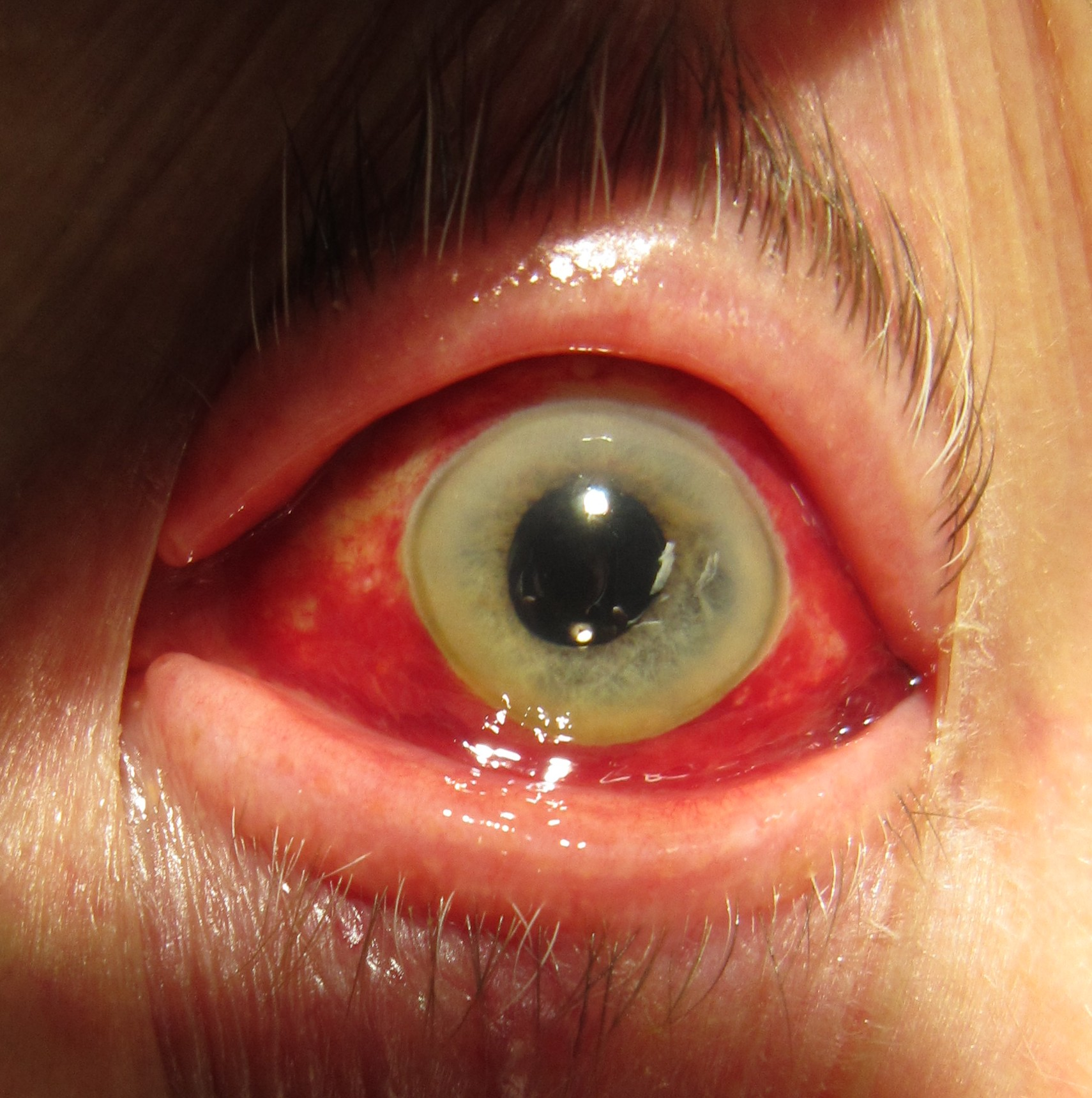
Hemorragia subconjuntival

Olho vermelho é um sinal e sintoma de diversas doenças ou de ferimento ocular. Geralmente causado por distúrbios dos vasos sanguíneos superficiais da conjuntiva ou de estruturas adjacentes. As causas mais comuns são por conjuntivite, olho seco (xeroftalmia) ou hemorragia subconjuntival, porém também pode indicar emergências como glaucoma agudo, esclerite, hifema ou uveíte anterior (irite).
Coloquialmente pode se referir ao reflexo da coroides, a camada vascular dentro do olho, visível dentro da pupila em uma foto.

## Causas

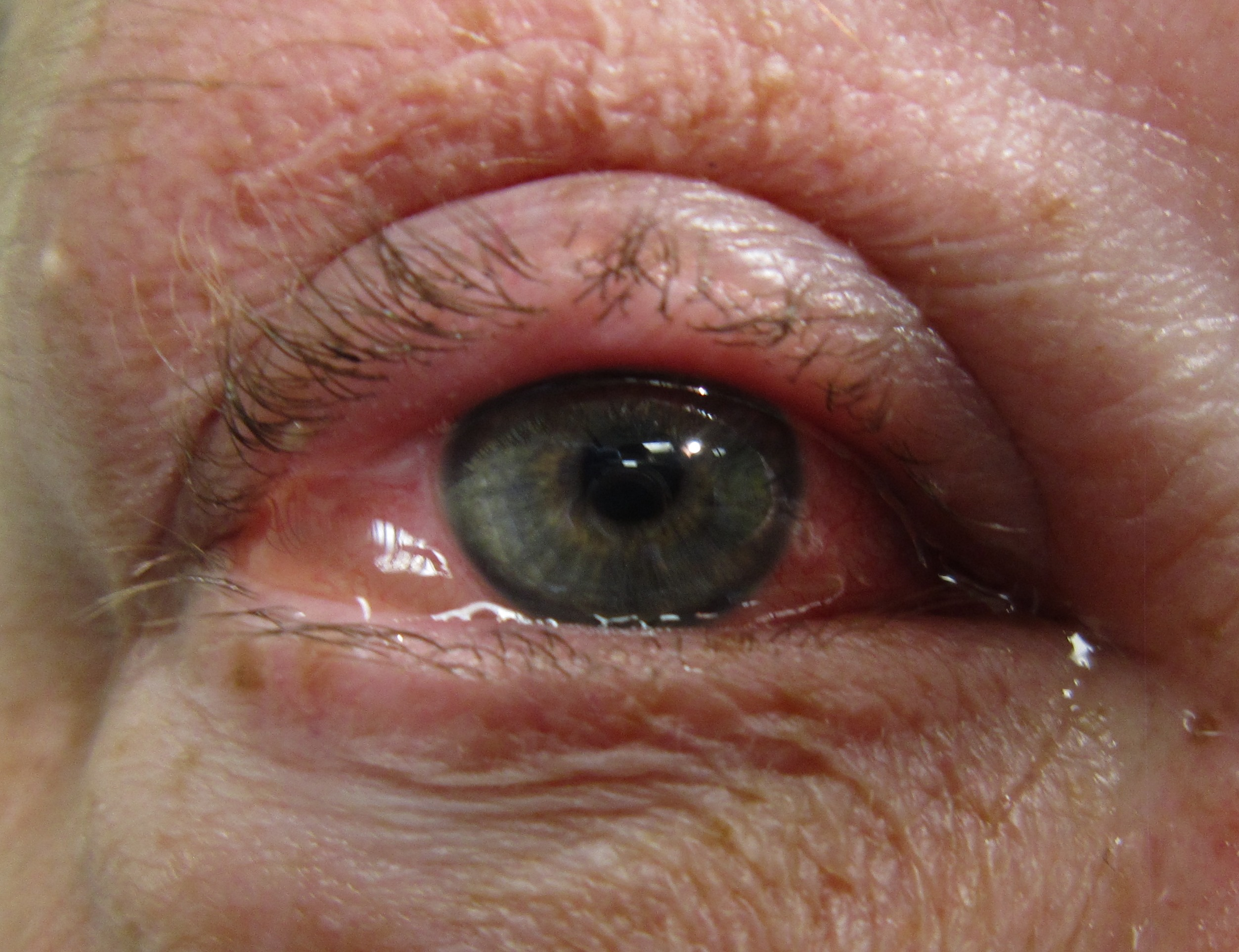
Conjuntivite alérgica

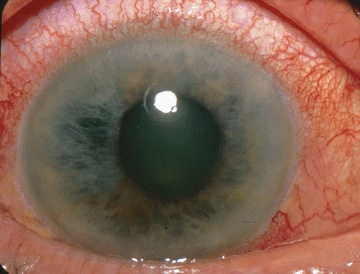
Glaucoma agudo, de ângulo fechado, uma emergência oftalmológica.

Existem diversas possíveis causas de olho vermelho:
- Alergia (por exemplo, rinite alérgica ou sinusite)
- Blefarite (inflamação pálpebra)
- Calázio (cisto nas glândulas da pálpebra)
- Ceratite (inflamação da córnea, frequente em quem usa lentes de contato)
- Celulite orbitária (infecção grave dos tecidos ao redor do olho)
- Conjuntivite (inflamação da conjuntiva)
- Ectrópio (pálpebra virada para fora)
- Entrópio (pálpebra virada para dentro)
- Episclerite ou esclerite (inflamação da parte branca do olho)
- Glaucoma (grupo de condições que danificam o nervo óptico)
- Hemorragia subconjuntival (vaso sanguíneo rompido no olho)
- Infecções herpéticas da córnea
- Hifema (hemorragia na parte da frente do olho)
- Irritantes físicos ou químicos (como fumaça, cloro e poeira)
- Queimadura (por exemplo, por olhar o sol diretamente sem proteção)
- Irite (inflamação da parte colorida do olho)
- Terçolho/Hordéolo (infecção das glândulas da pálpebra)
- Trauma não penetrante (golpe no olho)
- Úlcera da córnea (exemplo: lesão por corpo estranho)
- Uveíte (inflamação da camada média do olho)
- Xeroftalmia (Olhos secos, talvez por diminuição da produção de lágrimas)

## Fatores de risco
- Fumar
- Ambientes hostis (fumaça, fuligem, poeira)
- Nadar
- Hormonais (ex: durante a gravidez)
- Dormir mal
- Secura
- Infecções gerais (viroses, bacterioses)
- Imunocompromisso
- Doenças autoimunes

## Diagnóstico
Para determinar se é uma emergência existem diversos exames úteis:
- Exame geral da aparência da córnea, conjuntiva, íris e pálpebras, investigar anormalidades. Edema, opacidade e secreções em córnea indicam algo grave;
- Oftalmoscopia direta
- Reflexo pupilar
- Verificar pressão intraocular (tonometria) e diâmetro da córnea (paquimetria)
- Se a pressão é normal, exame de fundo de olho pode revelar distúrbios posteriores

Analisar outros sintomas associados (dor de cabeça, náusea, febre, cansaço...) para diagnósticos diferenciais.

## Tratamento
Depende da causa. As causas mais comum são virais ou alérgicas, a maioria das conjuntivites virais ou alérgicas melhoram mesmo sem tratamento. Se for corte vá ao oftalmologista o mais rápido possível.
Recomendamos um colírio para o olho ou remédio ocular, água também é recomendável, lave suavemente seu olho com algo que não esteja sujo.
Se persistirem os sintomas o médico deverá ser consultado.